# 南澳闊葉樹林自然保留區
南澳闊葉樹林自然保留區位於臺灣宜蘭縣南澳鄉，是依據《文化資產保存法》設立的自然保留區。此區最初由林務局於1976年設定為自然保護區，後於1992年公告成立自然保留區。區內為一原生闊葉林與天然湖泊的生態環境，處在和平溪分水嶺及南澳南溪上游山脈崚脊之間，周圍山峰向下急落環成菱形谷地，四周溪流匯集為湖泊，名為神秘湖，因終年籠罩在雲霧之中而得名。湖域（含沼澤區）面積4.8公頃，湖水向南開口，經澳花溪，注入和平溪。劃定面積共200公頃，海拔介於700–1,500公尺之間。
本區為臺灣地區山地的盛行雲霧帶，森林的組成為性喜陰濕之闊葉林及針葉樹，在保留區中已發現有哺乳動物12種，鳥類50種，爬蟲類5種，兩棲類7種與魚類1種，另有蝶類26種及36科之水生昆蟲。